# Erik Van Looy
Erik Van Looy (Deurne, 26 april 1962) is een Belgisch filmregisseur, televisiepersoonlijkheid en presentator.

## Biografie

### Regisseur
Van Looy studeerde aan het HRITCS. Na enkele kortfilms regisseerde hij in 1993 voor het eerst een langspeelfilm: Ad fundum. Zijn succes groeide in 2003 met De zaak Alzheimer, een verfilming van de gelijknamige politieroman van Jef Geeraerts. Deze film met Jan Decleir, Werner De Smedt en Koen De Bouw werd een kassucces in Vlaanderen en werd met 720.000 bioscoopbezoeken de op drie na meest succesrijke Vlaamse film aller tijden tot eind 2008. In de Verenigde Staten werd de film uitgebracht onder de titel The Memory of a Killer. In 2022 kwam er een Amerikaanse remake onder de naam Memory.
Medio mei 2007 raakte in Cannes bekend dat hij door Hollywood gevraagd was voor de regie van de horror-thriller Mile Zero, met een scenario van Holly Brix. Na problemen met de audities, zegde Van Looy dit project af. Hij koos in plaats daarvan voor de regie van de Vlaamse film Loft naar een scenario van Bart De Pauw. Loft werd een nog groter kassucces dan De zaak Alzheimer en is de meest succesrijke Belgische film aller tijden. Daarmee zakte De zaak Alzheimer van de vierde naar de vijfde plaats in deze rangschikking. Van Looy werkte ook aan een Amerikaanse versie van Loft, die in 2014 uitkwam maar flopte in de bioscoop. In 2016 bracht hij De premier uit, een film met Koen De Bouw in de hoofdrol.

### Presentator
Van 2002 tot 2004 had hij af en toe een filmrubriek in het televisieprogramma De laatste show, meestal bestaande uit een kort lichtvoetig interview met een Hollywoodster. In 2003 nam hij deel aan de quiz De Slimste Mens ter Wereld, en moest na vijf deelnames het programma verlaten. Sinds 2004 presenteert hij het programma voor de VRT en Play4. Hij presenteerde het vierde seizoen van De Pappenheimers op Eén, in plaats van Tom Lenaerts, omdat deze laatste het te druk had met de opnames van De Parelvissers. Van Looy sprak ook een stem in voor de Nederlandstalige versie van de animatiefilm Robots in 2005. Hij presenteerde in 2024 voor de Nederlandse zender RTL 4 de Nederlandse versie van De Pappenheimers. Ook presenteerde hij voor die zender dat jaar en in 2025 Ons kent ons, een panelquiz over welk van de twee panels Nederland het beste kent.

### Prijzen
In 2005 koos het publiek van het blad Humo hem tot Man van het Jaar van 2004. Datzelfde jaar eindigde hij op nr. 242 in de Vlaamse versie van De Grootste Belg. In 2008 én 2009 kreeg hij de Vlaamse Televisie Ster voor Beste Presentator uitgereikt door de Vlaamse Televisie Academie. Het door hem gepresenteerde programma De Slimste Mens ter Wereld won daarbij telkens ook de Ster voor Beste Entertainment Programma, en werd in 2009 ook door de kijkers tot Populairste Televisieprogramma gestemd.

### Privé
Van Looy is gescheiden en heeft een zoon.

## Filmografie
- Dokter Tritsmans (1988) - Regie
- Ad fundum (1993) - Regie
- Shades (1999) - Regie
- De zaak Alzheimer (2003) - Regie en scenario
- Loft (2008) - Regie
- Dossier K. (2009) - Scenario
- The Loft (2014) - Regie (Amerikaanse remake van Loft)
- De premier (2016) - Regie en scenario

## Trivia
- Van Looy is een supporter van de voetbalclub Royal Antwerp FC, waarnaar hij soms met een knipoog verwijst in zijn films.
- Van Looy staat ook bekend om zijn heel schelle en felle lach en zijn overvloedig gevloek tijdens de opnames.
- Van Looy zegt telkens op het einde van de finale van De Slimste Mens ter Wereld: 't is gebeurd.
- Van Looy lijkt naar eigen zeggen als twee druppels water op de Ierse acteur Gabriel Byrne.[4]
- Van Looy is sinds 2008 het gezicht van het schoenenmerk Ambiorix.
- Van Looy is sinds mei 2019 te zien als vast panellid in het RTL 4-programma Beste Kijkers.
- Van Looy was in 2020, een van de deelnemers aan De Container Cup op VIER.
- In 2020 was hij te zien in Stukken van mensen, waarin hij een voorwerp verkocht.
- Van Looy had een gastrol als schooldirecteur in de tweede aflevering van het tweede seizoen van Safety First.
- Van Looy deed in het tweede seizoen van The Masked Singer mee als Radijsje. In de tweede aflevering viel hij af. In seizoen 4 werd hij een panellid.
- Van Looy was in 2023 in Nederland te zien als kandidaat in De Slimste Mens.
- In 2024 stond hij Jeroom bij in Kamp Jeroom waar gezocht werd naar het beste jurylid van De Slimste Mens ter Wereld.
- In 2024 nam hij deel aan Komen Eten met BV's.